# Lyrurus
Lyrurus là một chi chim trong phân họ gà gô . Chúng được gọi là gà gô đen vì bộ lông của con đực của cả hai loài đều có màu đen làm màu cơ bản.

## Phân loại
Chi Lyrurus được nhà tự nhiên học người Anh William John Swainson giới thiệu vào năm 1832 với loài gà gô đen là loài điển hình . Tên chi kết hợp từ lura trong tiếng Hy Lạp cổ có nghĩa là "đàn lia" với -ouros có nghĩa là "đuôi".

### Các loài
Chi này có hai loài:
- Gà gô đen (Lyrurus tetrix)
- Gà gô Caucasian (Lyrurus mlokosiewiczi)